# Liste des épisodes de Digimon Ghost Game
Chronologie
Digimon Adventure:
Digimon Ghost Game (デジモンゴーストゲーム) est une série d'animation japonaise et dixième saison de la franchise Digimon. La série est diffusée depuis le 3 octobre 2021 sur Fuji Television et annoncée après Digimon Adventure: sur la même tranche horaire. Elle est également diffusée en VOD sur TVer, U-NEXT, Bandai Channel, Anime Hodai et Docomo Anime Store au Japon.
En France, l'anime est distribué en simulcast payant (pour l'épisode de la semaine) sur Crunchyroll le dimanche à 4 h 30 du matin et sur ADN le dimanche gratuitement à 9h du matin. Ainsi qu'à la télévision sur J-One en version originale sous-titrée depuis le 6 octobre 2021, le mercredi suivant à 18 h 30. 

## Liste des épisodes
Les titres présentés entre parenthèses proviennent de la première diffusion française en simulcast.
| No | Titre français | Titre japonais           | Titre japonais                                                                              | Date de 1re diffusion |
| No | Titre français | Kanji                    | Rōmaji                                                                                      | Date de 1re diffusion |
| --- | -------------- | ------------------------ | ------------------------------------------------------------------------------------------- | --------------------- |
| 1 |                | 口縫男                   | Kuchi Nui Otoko (L'Homme à la bouche cousue)                                                | 3 octobre 2021        |
| La prétendue existence de fantômes holographiques enflamme la toile. Hiro Amanokawa, jeune collégien, active un bien étrange appareil laissé par son père : c'est alors qu'apparaît sous ses yeux ébahis Gammamon, un Digimon. Hiro et Gammamon rencontrent alors le coupable qui vole l'espérance de vie des êtres humains, Clockmon. |                |                          |                                                                                             |                       |
| 2 |                | 博物館ノ怪               | Hakubutsukan no Kai (Le Mystère du musée)                                                   | 10 octobre 2021       |
| Une ombre plane sur l'exposition des momies égyptiennes du musée d'Ueno : une mystérieuse créature recouverte de bandages aurait été vue en train d'enlever des malheureux, Mummymon. Hiro et Gammamon décident d'enquêter. |                |                          |                                                                                             |                       |
| 3 |                | ラクガキ                 | Rakugaki (Graffitis)                                                                        | 24 octobre 2021       |
| Un nouveau phénomène paranormal fait trembler Internet : de mystérieux graffitis rouges apparaissent sur les photos. Les parties griffonnées subissent d'étranges changements. Ruli en est la prochaine victime. |                |                          |                                                                                             |                       |
| 4 |                | 人形ノ館                 | Ningyō no Yakata (La Demeure aux mannequins)                                                | 31 octobre 2021       |
| La ville fête le jour d'Halloween et se pare décorations. Mais quand des disparitions viennent gâter la fête, Hiro se lance dans une nouvelle enquête. |                |                          |                                                                                             |                       |
| 5 |                | 神ノ怒リ                 | Kami no Ikari (Colère divine)                                                               | 7 novembre 2021       |
| Hiro et ses amis font face à un Digimon qui a mis hors d'usage les systèmes de paiement électronique. |                |                          |                                                                                             |                       |
| 6 |                | 呪ワレタ歌               | Norowareta Uta (Chanson maudite)                                                            | 14 novembre 2021      |
| Les protagonistes écument la ville sur les traces d'évènements paranormaux. Leurs pas les mènent à un karaoké hanté : si une certaine chanson est jouée, une mystérieuse voix en entonne les paroles. |                |                          |                                                                                             |                       |
| 7 |                | 鳥                       | Tori (Les Oiseaux)                                                                          | 21 novembre 2021      |
| Une mystérieuse nuée de corbeaux libère les oiseaux captifs. Quand l'amie de Ruli constate la disparition de son ami, la bande décide de mener l'enquête. |                |                          |                                                                                             |                       |
| 8 |                | 百鬼夜行                 | Hyakki Yakō (Pandémonium)                                                                   | 28 novembre 2021      |
| Une mystérieuse parade de monstres, un véritable pandémonium, créée des carambolages sur l'autoroute. Ruli invite la troupe à faire du karting, quand une mystérieuse invitée se joint à la partie. |                |                          |                                                                                             |                       |
| 9 |                | 捻レタ時                 | Nejireta Toki (Temps détraqué)                                                              | 5 décembre 2021       |
| Hiro semble avoir perdu toute notion du temps. Il enchaîne les retards et manque d'enfreindre le couvre-feu de l'internat. Ruli lui propose de se changer les idées en se rendant dans une mystérieuse bibliothèque. Cette dernière abrite des visiteurs bien plus étranges encore.                                                    |                |                          |                                                                                             |                       |
| 10 |                | 死ノ遊戯                 | Shi no Yūgi (Jeu mortel)                                                                    | 12 décembre 2021      |
| Un étrange jeu de combat est au cœur de toutes les attentions. Si un joueur remporte vingt parties d'affilée, il disparaît après avoir croisé le regard d'une sublime créature. Kiyoshirô semble connaître le jeu en question. |                |                          |                                                                                             |                       |
| 11 |                | カマイタチ               | Kamaitachi (Vent acéré)                                                                     | 19 décembre 2021      |
| Un vent terrible cause des dégâts à travers la ville. De leur côté, les rapports entre Ruli et Angoramon sont orageux : la jeune fille soupçonne son ami Digimon de lui faire des cachotteries. |                |                          |                                                                                             |                       |
| 12 |                | 不幸ノ手紙               | Fukō no Tegami (Chaîne de lettres)                                                          | 26 décembre 2021      |
| Des Digimon font parvenir des chaînes de lettres aux humains afin de se démultiplier. En supprimant ce qu'il croit être un spam, Kiyoshirô répand à son tour le virus. La bande de Hiro doit enrayer ce phénomène pour empêcher la ville de sombrer.                                                                                   |                |                          |                                                                                             |                       |
| 13 |                | 処刑人                   | Shokeinin (Bourreau)                                                                        | 9 janvier 2022        |
| Des Digimon disparaissent les uns après les autres, sans motif apparent. Quand Hiro et ses amis ont vent d'une étrange légende urbaine, ils concoctent un plan pour arrêter ce mystérieux bourreau. |                |                          |                                                                                             |                       |
| 14 |                | 座敷童                   | Zashiki Warashi (Enfant du salon)                                                           | 16 janvier 2022       |
| Sachant son hôtel hanté, Kiyoshirô invite sa joyeuse troupe à venir à son colloque. Hiro et ses amis se lancent sur la piste d'un esprit frappeur, tandis que Gammamon a dû mal à faire son deuil de Bokomon. |                |                          |                                                                                             |                       |
| 15 |                | 占イノ館                 | Uranai Ino-kan (La demeure du voyant)                                                       | 23 janvier 2022       |
| Un mystérieux voyant fait fureur en ville : on prétend qu'il exauce n'importe quel vœu. Mais cette attraction pourrait bien cacher tout autre chose. Quand Mika cherche à se faire prédire l'avenir, Ruli se lance sur les traces de cet étrange personnage.                                                                           |                |                          |                                                                                             |                       |
| 16 |                | 人喰ノ森                 | Hitokui no Mori (La forêt mangeuse d'hommes)                                                | 30 janvier 2022       |
| Hiro emmène Gammamon camper. Mais la forêt où ils plantent leur tente serait hantée par un certain Kasumi. Alors que les deux amis se penchent sur les disparitions qu'on lui impute, un mystérieux brouillard se lève. |                |                          |                                                                                             |                       |
| 17 |                | 極寒地獄                 | Gokkan Jigoku (Enfer de glace)                                                              | 6 février 2022        |
| Kiyoshirô emmène toute la petite bande en expédition ! Hiro et ses amis découvrent la centrale géothermique qu'il a conçue. Mais très vite, les températures chutent brutalement et nul ne sait s'ils parviendront à s'échapper de cet enfer de glace.                                                                                 |                |                          |                                                                                             |                       |
| 18 |                | 子供ノ国                 | Kodomo no Kuni (Le pays des enfants)                                                        | 13 février 2022       |
| Deux Hawkmon demandent à Hiro de se mettre à la recherche de leur ami disparu. Alors qu'il se lance sur ses traces, un étrange Digimon qui enlève les enfants se dresse sur sa route. |                |                          |                                                                                             |                       |
| 19 |                | 逢魔ガ時                 | Ōmagatoki (L'heure du diable)                                                               | 20 février 2022       |
| À l'heure du diable, d'étranges phénomènes se produisent. Gammamon va l'apprendre à ses dépens alors qu'il fait sa toute première sortie en solo. |                |                          |                                                                                             |                       |
| 20 |                | 炎ノ監獄                 | Honō no Kangoku (La prison de feu)                                                          | 27 février 2022       |
| Hiro et Ruli passent la journée dans un parc d'attractions ! Malheureusement, la fête est troublée par l'apparition de deux Digimon qui prétendent chercher BlackGatomon. Seul Gammamon peut espérer leur tenir tête. |                |                          |                                                                                             |                       |
| 21 |                | 蜘蛛ノ誘惑               | Kumo no Yūwaku (Le piège de l'araignée)                                                     | 6 mars 2022           |
| Hiro reçoit la visite d'une amie de sa mère qui l'invite, lui et ses amis, chez elle. Malheureusement, en arrivant sur place, le groupe se rend compte qu'ils sont tombés dans un piège mortel ! |                |                          |                                                                                             |                       |
| 22 |                | 悪夢                     | Akumu (Cauchemar)                                                                           | 17 avril 2022         |
| Jellymon se lance dans un business fumeux : ses clients venus chercher le repos se réveillent couverts de blessures. Alors que les amis mènent l'enquête, ils se retrouvent piégés dans un odieux cauchemar. |                |                          |                                                                                             |                       |
| 23 |                | ウメク蟲                 | Umeku Mushi (Le cri de l'insecte)                                                           | 24 avril 2022         |
| Les Digimon subissent une étrange métamorphose : mués en insectes, ils s'en prennent aux humains à travers la ville. Clockmon, désespéré, décide d'appeler Hiro et ses amis à la rescousse |                |                          |                                                                                             |                       |
| 24 |                | 歪ンダ愛                 | Hizunda Ai (Amour malsain)                                                                  | 1er mai 2022          |
| D'étranges phénomènes frappent tous les malheureux ayant parlé à Yuto. Ce dernier décide d'appeler à la rescousse son ami Hiro, afin de percer le mystère. La joyeuse bande se lance sur la trace d'une mystérieuse créature transformant les gens en plantes.                                                                         |                |                          |                                                                                             |                       |
| SP |                | 竹中直人が語る怪奇の世界 | Takenaka Naoto ga Kataru Kaiki no Sekai (Un bien étrange monde, raconté par Naoto Takenaka) | 8 mai 2022            |
| Vous êtes-vous déjà senti observé ? Avez-vous déjà entendu d'étranges bruits nocturnes ? Naoto Takenaka, le guide des fantômes, vous invite à redécouvrir les aventures de Hiro et ses amis. |                |                          |                                                                                             |                       |
| 25 |                | 紅ノ饗宴                 | Kurenai no Kyōen (Le banquet écarlate)                                                      | 15 mai 2022           |
| Ruli est invitée à une soirée privée organisée par la prestigieuse marque SV. Cette dernière centre ses collections autour de la thématique du sang : il n'en faut pas plus pour mettre la puce à l'oreille d'Angoramon. |                |                          |                                                                                             |                       |
| 26 |                | 飢餓屋敷                 | Kiga Yashiki (La maison cannibale)                                                          | 22 mai 2022           |
| Angoramon tombe sur un vieil ami du Digimonde, Digitamamon. Ce dernier vit seul dans une demeure abandonnée. Toute la bande décide de visiter, mais ils découvriront bien vite le triste sobriquet dont elle est affublée : la maison cannibale.                                                                                       |                |                          |                                                                                             |                       |
| 27 |                | 美妖液                   | Biyōeki (Lotion de beauté monstrueuse)                                                      | 29 mai 2022           |
| Hiro a vent d'une étrange histoire : des malheureux disparaîtraient après avoir entendu des clapotis résonner par trois fois. Mais cette rumeur prend des proportions autres quand Hiro voit quelqu'un du dortoir réduit en flaque d'eau sous ses yeux.                                                                                |                |                          |                                                                                             |                       |
| 28 |                | 顔取リ                   | Kao Tori (Le voleur de visage)                                                              | 5 juin 2022           |
| Des personnes affublées d'un masque déambuleraient en ville : on leur aurait volé leur visage. Kotarô, lui-même victime, est plongé dans un profond état d'apathie. Hiro soupçonne un Digimon d'être derrière ces méfaits. |                |                          |                                                                                             |                       |
| 29 |                | 妖花粉                   | Yō Kafun (Le monstre de pollen)                                                             | 12 juin 2022          |
| Jellymon et Kiyoshirô, en virée shopping, croisent une petite fille perdue. Alors qu'ils se mettent en quête de sa mère, un étrange et dense brouillard se lève : les voilà pris au piège dans le centre commercial. Le duo tente tant bien que mal de trouver une explication à la présence de cette épaisse brume.                   |                |                          |                                                                                             |                       |
| 30 |                | 悪友                     | Akuyū (Mauvaise compagnie)                                                                  | 19 juin 2022          |
| Kayono, une camarade de classe de Ruli, n'est pas venue en cours depuis un mois. Chaque personne qui lui rend visite semble disparaître mystérieusement : la jeune fille pourrait bien avoir de très mauvaises fréquentations. |                |                          |                                                                                             |                       |
| 31 |                | 辻斬リ                   | Tsujigiri (Meurtres au sabre)                                                               | 26 juin 2022          |
| Un Digimon armé d'un sabre sème la terreur en ville : en plus de s'en prendre aux humains, il attaque aussi ses propres congénères. Angoramon se retrouve à son tour sous l'emprise de cette étrange lame. |                |                          |                                                                                             |                       |
| 32 |                | オマエハ誰ダ             | Omae wa Dareda (Qui es-tu ?)                                                                | 3 juillet 2022        |
| Gammamon s'est fait un nouvel ami. Malheureusement, ce dernier ne se présente pas à leur rendez-vous. Alors que Gammamon regagne l'internat, tout le monde semble l'avoir oublié. Pis encore, on le prend pour un tout autre Digimon.                                                                                                  |                |                          |                                                                                             |                       |
| 33 |                | 死霊ノ囁キ               | Shiryō no Sasayaki (Les murmures des morts)                                                 | 10 juillet 2022       |
| Kiyoshirô perd conscience : il se réveille coincé dans un monde entre vie et au-delà. C'est alors qu'une étrange voix résonne dans sa tête. Un Digimon qui ne peut devenir ami qu'avec l'âme des trépassés semblerait l'avoir pris pour cible.                                                                                         |                |                          |                                                                                             |                       |
| 34 |                | 壁這ウ者                 | Kabe Hau Mono (Ceux qui rampent sur les murs)                                               | 17 juillet 2022       |
| Les enfants du voisinage se sont métamorphosés en hybride d'humain et de gecko. Quand Hiro voit son amie, Nanami, également transformée, il décide d'alerter le reste de la troupe : mais Ruli semble être victime de cette malédiction à son tour.                                                                                    |                |                          |                                                                                             |                       |
| 35 |                | 人狼                     | Hito Ōkami (Loup-garou)                                                                     | 24 juillet 2022       |
| Ruli embarque toute la joyeuse troupe dans son village natal. Elle y découvre une étrange légende, celle d'un loup-garou qui s'en prendrait aux habitants de la région. Pour apaiser sa colère, une seule solution : un sacrifice, humain.                                                                                             |                |                          |                                                                                             |                       |
| 36 |                | 嘆キノ迷宮               | Nageki no Meikyū (Le labyrinthe des lamentations)                                           | 31 juillet 2022       |
| Internet s'emballe au sujet d'immeubles qui auraient littéralement disparu du paysage. Alors que Hiro et toute sa troupe partent explorer une cavité, des phénomènes plus étranges les uns que les autres se succèdent. |                |                          |                                                                                             |                       |
| 37 |                | 死霊ノ群レ               | Shiryō no Mure (Horde de défunts)                                                           | 7 août 2022           |
| Hiro et Ruli rendent visite à Kiyoshirô sur son lieu de travail. Depuis quelque temps, de nombreux animaux se volatilisent : la région se révèle envahie par les zombies. |                |                          |                                                                                             |                       |
| 38 |                | 陰陽師                   | Onmyōji (Taoïste)                                                                           | 14 août 2022          |
| Hiro et Kotarô se rendent dans une école à Kamakura. Sur place, ils prennent part à une danse des plus spéciales : elle rend hommage au tout dernier chef du clan Hôjô. Mais Hiro disparaît brutalement en pleine cérémonie. |                |                          |                                                                                             |                       |
| 39 |                | 感染孤島                 | Kansen Kotō (Île infectée)                                                                  | 21 août 2022          |
| Un Digimon réputé violent cherche de l'aide auprès de Hiro : il cherche à retrouver son apparence d'origine. Mais c'est sans compter sur Gyûkimon qui s'applique à transformer le plus de créatures possible. |                |                          |                                                                                             |                       |
| 40 |                | 螺旋海岸                 | Rasen Kaigan (Plage spirale)                                                                | 28 août 2022          |
| Espimon se réveille avec son bras tirbouchonné. Hiro et sa petite troupe se rendent sur la plage qui pourrait être à l'origine de ce phénomène : ils découvrent tout un tas de choses mystérieusement entortillées. |                |                          |                                                                                             |                       |
| 41 |                | 道化師                   | Dōkeshi (Clown)                                                                             | 4 septembre 2022      |
| Un drôle de personnage attire des enfants dans son cirque afin de les transformer en cartes. Ruli, Hiro et Gammamon partent à la recherche d'Angoramon, lui aussi enlevé à son tour. |                |                          |                                                                                             |                       |
| 42 |                | 人狩リ                   | Hito Gari (Chasseur d'humains)                                                              | 11 septembre 2022     |
| Après avoir reçu un message alarmant sur son site, Ruli décide de se pencher sur des cas de disparition inexpliquée : des démons s'en prendraient à des humains. Mais ces méfaits cachent en réalité une sordide compétition. |                |                          |                                                                                             |                       |
| 43 |                | 赤目                     | Akame (Yeux rouges)                                                                         | 18 septembre 2022     |
| Connue pour sa tendance à fourrer son nez partout où il ne faut pas, Emma Hanes, amie de Kiyoshirô, se rend au Japon. Mais sa visite est vite troublée par un étrange phénomène : le corps de malheureux se retrouve parsemé d'yeux rouges.                                                                                            |                |                          |                                                                                             |                       |
| 44 |                | 赤錆                     | Akasabi (Rouille)                                                                           | 25 septembre 2022     |
| Un camarade de Hiro parvient à dénicher des objets en édition limitée avec une incroyable facilité. Mais ces trouvailles pourraient bien être liées aux tremblements qui agitent certains immeubles de la ville. |                |                          |                                                                                             |                       |
| 45 |                | 幽霊新聞                 | Yūrei Shinbun (Journal fantôme)                                                             | 2 octobre 2022        |
| Des articles pour le moins inquiétants envahissent les boîtes mail. Pire encore, leur contenu se révèle vrai. Il y a peut-être un Digimon derrière tout ça. |                |                          |                                                                                             |                       |
| 46 |                | 女王ノ晩餐               | Joō no Bansan (Le banquet de la reine)                                                      | 9 octobre 2022        |
| Kotarô a un comportement pour le moins étrange : l'eau semble le terrifier. Hiro, inquiet, décide de mener l'enquête avec ses amis. |                |                          |                                                                                             |                       |
| 47 |                | 永遠ノ記憶               | Eien no Kioku (Mémoire éternelle)                                                           | 16 octobre 2022       |
| Shadramon n'a qu'une peur : retourner à la forme de Digi-œuf. Une étrange voix logée dans son oreille semble être à l'origine de ces pensées parasites. |                |                          |                                                                                             |                       |
| 48 |                | 白イ花嫁                 | Shiroi Hanayome (Mariée en blanc)                                                           | 23 octobre 2022       |
| Ruli doit jouer au mannequin et enfiler une robe de mariée. À peine la revêt-elle qu'elle disparaît mystérieusement. D'autres mariées seraient la cible d'enlèvement. |                |                          |                                                                                             |                       |
| 49 |                | 真紅ノ収穫祭             | Shinku no Shūkakusai (La Récolte écarlate)                                                  | 30 octobre 2022       |
| C'est Halloween. Les malheureuses déguisées en sorcières sont transformées en véritables ensorceleuses les unes après les autres. Il y a peut-être un Digimon derrière tout ça. |                |                          |                                                                                             |                       |
| 50 |                | オカエシ                 | Okaeshi (Un prêté pour un rendu)                                                            | 6 novembre 2022       |
| Riku Fukatsu, arrivé depuis peu à Tokyo, peine à se faire des amis. Par chance, un Digimon finit par le prendre en affection. Malheureusement, son nouveau compagnon exige qu'il lui retourne chaque service rendu. |                |                          |                                                                                             |                       |
| 51 |                | 首ナシ                   | Kubi Nashi (Sans tête)                                                                      | 13 novembre 2022      |
| Un terrifiant fantôme, semblable au légendaire Duhallan, s'en prend aux élèves de l'école Hazakura. Il serait à la recherche de sa tête. Kiyoshirô se retrouve mêlé à cette histoire malgré lui. |                |                          |                                                                                             |                       |
| 52 |                | 妖ノ湖                   | Ayakashi no Mizuumi (Lac hanté)                                                             | 20 novembre 2022      |
| La joyeuse bande part faire un séjour vers un mystérieux lac : il serait habité par des kappa qui noieraient les humains. Ruli décide de s'y aventurer, seule, la nuit, malgré les recommandations de ses amis. |                |                          |                                                                                             |                       |
| 53 |                | 知識王                   | Chishiki Ō (Roi du savoir)                                                                  | 27 novembre 2022      |
| Après la visite d'un sanctuaire à Kyoto, Kiyoshirô voit un étrange personnage lui apparaître chaque nuit : ce dernier cherche à tester ses connaissances. Très vite, le chef du dortoir semble souffrir d'amnésie. |                |                          |                                                                                             |                       |
| 54 |                | 千里眼                   | Senrigan (Don de voyance)                                                                   | 4 décembre 2022       |
| Après une partie de pêche, Hiro est désormais capable de prédire l'avenir et d'anticiper toute sorte de dangers afin de protéger ses compagnons. Mais ces visions successives ne se font pas sans heurt et semblent l'affaiblir au fur et à mesure que le temps passe.                                                                 |                |                          |                                                                                             |                       |
| 55 |                | 化ケ猫                   | Bakeneko (Félin monstrueux)                                                                 | 11 décembre 2022      |
| Alors qu'elle passe une nuit paisible, entourée de ses chats, une jeune collégienne se retrouve mystérieusement perchée en haut d'un bâtiment. Ce phénomène touche Kiyoshirô et Gammamon qui commencent à arpenter les toits de la ville à la nuit tombée. Un Digimon œuvre dans l'ombre afin de contrôler les humains.                |                |                          |                                                                                             |                       |
| 56 |                | 穢レ                     | Kegare (Souillure)                                                                          | 18 décembre 2022      |
| Hiro et ses amis constatent avec effroi que leur entourage nettoie avec acharnement toute trace d'impureté se trouvant devant eux. Ce phénomène se répand progressivement jusqu'à toucher Ruli, qui se retrouve aux mains d'un Digimon souhaitant éliminer la souillure de l'âme humaine.                                              |                |                          |                                                                                             |                       |
| 57 |                | 幽霊タクシー             | Yūrei Takushī (Taxi fantôme)                                                                | 25 décembre 2022      |
| Hiro, Kotarô et Gammamon partent voir un spectacle de Noël organisé par l'école Saint-Ange. Sur le chemin du retour, ces deux derniers sont contraints de monter dans un mystérieux taxi qui, d'après les rumeurs, serait hanté. |                |                          |                                                                                             |                       |
| 58 |                | 金字塔                   | Kinjitō (Pyramide)                                                                          | 8 janvier 2023        |
| De nombreuses personnes sont portées disparues, sans laisser de traces. Ruli part à la recherche de son amie Kaoru, avec laquelle elle prenait des leçons de piano, mais découvre comme unique indice une mystérieuse stèle. En parallèle, Hiro se voit contraint de répondre à une mystérieuse énigme.                                |                |                          |                                                                                             |                       |
| 59 |                | 児雷也                   | Jiraiya (Jiraiya)                                                                           | 15 janvier 2023       |
| Kiyoshirô est invité à assister au tournage de « Kuraishi Rangers Jiraiyers ». Mais sur place, un fantôme holographique, le prenant pour le mystérieux Jiraiya, le kidnappe. |                |                          |                                                                                             |                       |
| 60 |                | 水ノ幽霊                 | Mizu no Yūrei (Le Fantôme aquatique)                                                        | 22 janvier 2023       |
| Hiro et ses amis se rendent à Umigami afin d'assister à un festival se déroulant au sanctuaire du dieu de l'océan. Seulement, une pluie diluvienne s'abat sur la ville et tous ceux touchés par cette dernière déversent en continu des torrents d'eau par les yeux et la bouche.                                                      |                |                          |                                                                                             |                       |
| 61 |                | ヨミガエリ               | Yomi Gaeri (Revenus d'entre les morts)                                                      | 29 janvier 2023       |
| Au cours d'une expérience sur les distorsions spatiales à l'institut de physique Madarius, Manami meurt subitement. Pourtant, dix jours plus tard, Kotoha, la sœur du fiancé de la jeune femme, affirme auprès de Ruli qu'elle reviendrait à la vie une fois la nuit tombée.                                                           |                |                          |                                                                                             |                       |
| 62 |                | 幻ノ階                   | Maboroshi no Kai (Etrange étage)                                                            | 5 février 2023        |
| De mystérieux phénomènes se produisant dans un immeuble incitent les résidents à déménager, effrayés à l'idée qu'il soit hanté. Aoi, une amie de Ruli, l'invite à venir sur les lieux en question, mais disparaît subitement sans laisser de traces.                                                                                   |                |                          |                                                                                             |                       |
| 63 |                | 暴食                     | Bōshoku (Gourmandise)                                                                       | 12 février 2023       |
| Profitant d'un délicieux buffet à volonté, Ruli fait preuve d'un appétit insatiable, au grand dam de Hiro et de Kiyoshirô, qui s'interrogent sur la raison de ce changement soudain chez leur amie. |                |                          |                                                                                             |                       |
| 64 |                | 呼ビ声                   | Yobigoe (L'Appel)                                                                           | 19 février 2023       |
| Hiro part en virée pêche avec des amis. Alors qu'ils embarquent sur le bateau afin de rentrer, un mystérieux chant s'élève de la mer. Kiyoshirô, de son côté, voit un étrange brouillard envahir l'internat. |                |                          |                                                                                             |                       |
| 65 |                | 黒ノ決死圏               | Kuro no Kesshiken (Mortel domaine noir)                                                     | 26 février 2023       |
| Tous les réseaux de communication sont hors d'usage. Hiro apprend alors que cette étrange tache noire s'étend et ronge le Digimonde : les Digimon, une fois infectés, se mettent à attaquer leurs semblables. |                |                          |                                                                                             |                       |
| 66 |                | 破滅ノ漆黒竜             | Hametsu no Shikkokuryū (Le Destructeur dragon d'ébène)                                      | 19 mars 2023          |
| Nos jeunes amis gagnent le Digimonde, décidés à enfin percer le mystère entourant cette tache noire. C'est sans compter sur un puissant Digimon, Bloomlordmon, qui va pousser Gammamon dans ses derniers retranchements. |                |                          |                                                                                             |                       |
| 67 |                | スベテヲ喰ラウモノ       | Subete o Kurau Mono (Celui qui dévore tout)                                                 | 26 mars 2023          |
| Siriusmon est à l’agonie : Hiro est prêt à risquer sa vie dans l’espoir de le sauver. Quel dénouement attend nos deux amis ? |                |                          |                                                                                             |                       |